# Jasper Johns
Jasper Johns (Augusta, Geòrgia, 15 de maig de 1930) és un pintor, escultor i artista gràfic estatunidenc que ha integrat a la seva expressió pictòrica una sèrie d'elements de l'Art Pop.
El 1954 va començar a pintar obres que se centraven en temes com banderes nord-americanes, números i lletres de l'alfabet. Pintava amb objectivitat i precisió, aplicant gruixudes capes de pintura de manera que el mateix quadre es convertís en un objecte i no només en la reproducció d'objectes recognoscibles. Aquesta idea d'art com objecte es va convertir en una poderosa influència en l'escultura i la pintura posteriors.
Una pintura seva de 1967 mostra un mapa Dymaxion (Map (Based on Buckminster Fuller's Dymaxion Airocean World)) i es troba a la col·lecció permanent del Museu Ludwig de Colònia.
En alguns quadres Johns afegia objectes reals sobre el llenç, com regles i compassos.